# Manoir de Carel
Le manoir de Carel est un édifice situé à Livarot-Pays-d'Auge, en France.

## Localisation
Le monument est situé dans le département français du Calvados, à Saint-Michel-de-Livet, lieu-dit Le Manoir,  ancienne commune française, située dans le département du Calvados en région Normandie, devenue le 1er janvier 2016 une commune déléguée au sein de la commune nouvelle de Livarot-Pays-d'Auge.
Le fief auquel il appartenait était partagé entre les anciennes communes de Saint-Michel-de-Livet et Mesnil-Bacley.

## Historique
L'édifice est daté de la deuxième moitié du XVe siècle, après la Guerre de Cent Ans, plus précisément entre 1460 et 1480.
Propriété de la famille de Neufville au début du XVIIe siècle, le manoir passe par mariage à la famille Bonnenfant. Le fief passe à la famille Gossey en 1789.
L'escalier actuel est daté du XVIIIe siècle, remplaçant un escalier en colimaçon dont subsiste toutefois des boiseries d'origine.
Arcisse de Caumont signale au XIXe siècle des travaux d'envergure qu'il juge sévèrement, le caractère du XVe siècle ayant été conservé que sur une partie de l'édifice.
L'édifice fait l'objet d'une mesure de protection au titre des Monuments historiques  car le manoir est inscrit en date du 15 décembre 2003.

## Architecture
L'édifice est en bois et torchis.
Il ressemble aux édifices de même époque construits à Lisieux et cette parenté est sans doute la volonté du constructeur.
Le manoir conserve une ancienne ouverture d'origine, placée entre deux poteaux.